# (24794) Kurland
(24794) Kurland est un astéroïde de la ceinture principale.

## Description
(24794) Kurland est un astéroïde de la ceinture principale. Il fut découvert le 20 octobre 1993 à La Silla par Eric Walter Elst. Il présente une orbite caractérisée par un demi-grand axe de 3,09 UA, une excentricité de 0,07 et une inclinaison de 22,6° par rapport à l'écliptique.

## Compléments